# Tannenbergsthal
Tannenbergsthal là một đô thị thuộc huyện Vogtland, bang Sachsen, Đức. Đô thị Tannenbergsthal có diện tích 17,92 km², dân số thời điểm ngày 31 tháng 12 năm 2006 là 1501 người.